# Lightyear (Unternehmen)
Lightyear ist ein niederländisches Start-up-Unternehmen, das von 2016 bis 2023 Elektroautos entwickelte. Die Fahrzeuge sollten zusätzlich zum Laden über das Stromnetz auch über integrierte Solarzellen geladen werden. Die Gründer des Unternehmens gingen davon aus, dass Elektroautos ab dem Jahr 2036 keine Ladestationen mehr benötigen, da sie komplett über Photovoltaik geladen werden. Nach einem zunächst erfolgreichen Insolvenzverfahren, gab das Unternehmen die Weiterentwicklung jedoch auf und fokussiert seine Tätigkeit auf die flexiblen Solarzellen als Zulieferer der Automobilbranche.

## Geschichte
Die Gründer von Lightyear starteten als eine Freundesgruppe, die an der World Solar Challenge in Australien teilnahmen. Hier haben sie das erste rein solarbetriebene Familienauto vorgestellt und damit vier Jahre in Folge den ersten Platz erreicht.
2016 wurde mit der Entwicklung des Lightyear One begonnen, der 2022 in Lightyear 0 umbenannt wurde. In den Jahren bis 2019 wurden in Crowdfunding-Kampagnen mehr als fünf Millionen Euro für die Umsetzung gesammelt.
Im Juni 2019 wurde das Fahrzeug der Öffentlichkeit vorgestellt. Das Fahrzeug konnte über die Unternehmenswebsite gegen Anzahlung reserviert werden.
Anfang Dezember 2022 wurde die Serienproduktion durch den finnischen Auftragsfertiger Valmet Automotive gestartet. Im Januar 2023 gab Lightyear jedoch bekannt, dass die Produktion des Lightyear 0 eingestellt wurde. Die Bemühungen sollen auf die Entwicklung des Nachfolgermodells Lightyear 2 konzentriert werden, das etwa 40.000 € kosten soll.
Ende Januar 2023 wurde die Betriebsgesellschaft Atlas Technologies für insolvent erklärt. Das übergeordnete Unternehmen Atlas Technologies Holding sei noch nicht am Ende. Ende August 2023 wurde die Vereinbarung zum Investment durch den südkoreanischen Schiffsproduzenten Sunbo Angel Partners über 3,5 Mio. € bekannt. Weitere 8 Mio. € wurden bereits durch eine andere Investorengruppe zur Verfügung gestellt. Insgesamt werden etwa 50 Mio. € benötigt.
Auch die Weiterentwicklung des zweiten Modells wurde eingestellt, wie im Oktober 2023 bekannt wurde. Ähnlich wie Sono Motors konzentriere man sich fortan lediglich auf die flexiblen Solarzellen als Zulieferteile für die Automobilbranche.

## Modelle

### Lightyear 0

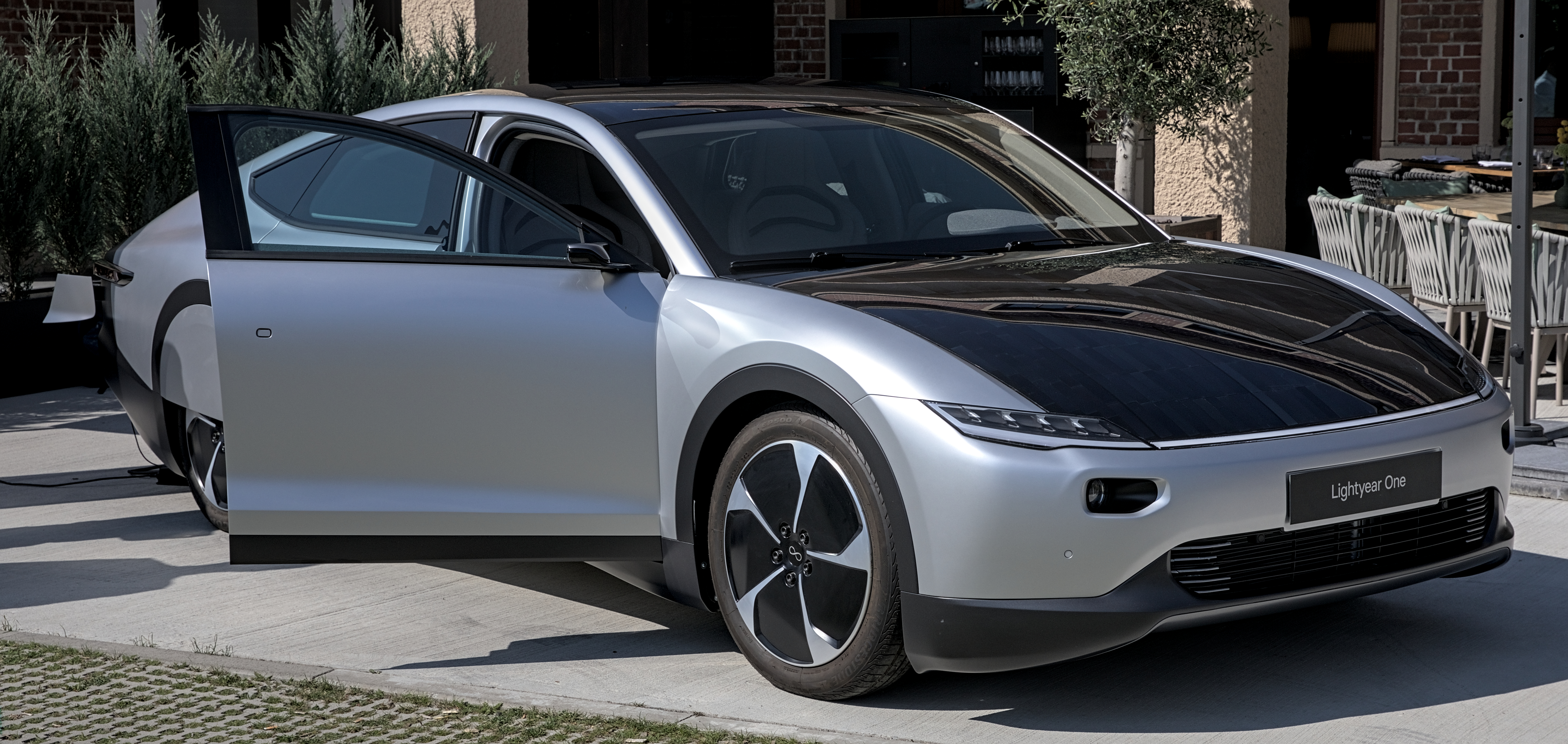
Lightyear One (2021)

Der Lightyear 0 (gesprochen Lightyear Zero, ehemals Lightyear One) ist ein Elektroauto, der neben der Aufladung über eine Ladeschnittstelle auch durch die in die Karosserieaußenhaut integrierten fünf Quadratmeter großen Solarmodule geladen wird. Die niedrige viertürige Limousine bietet Platz für fünf Passagiere. Es wurde insbesondere auf eine gute Aerodynamik geachtet, denn er ist besonders auf Effizienz ausgelegt. Der Lightyear 0 hat außerdem voll verkleidete Reifen, geschlossene Radhäuser am Heck, Kameras statt Spiegel und eine schlanke Grundform. Mit einem Luftwiderstandsbeiwert (cw) von 0,175 soll das Fahrzeug den Mercedes-Benz EQS, der bislang als das aerodynamischste Serienfahrzeug gilt, ablösen. Der Lightyear 0 soll mit einer 60-kWh-Antriebsbatterie ausgestattet sein und eine Reichweite von 625 km verfügen. Er soll aus leichten Materialien bestehen, 1,6 Tonnen wiegen und Platz für 640 Liter Gepäck bieten. Vom Lightyear 0 hätten 964 Exemplare produziert und zu einem Preis von 250.000 € verkauft werden sollen.

### Lightyear 2
Der Lightyear 2 sollte das zweite Modell des Unternehmens werden. Die Markteinführung war für spätestens 2025 zu einem Preis von unter 40.000 Euro geplant.